# Vanessa Clerveaux
Vanessa Clerveaux (* 17. Juni 1994 in Brockton, Massachusetts) ist eine US-amerikanisch-haitianische Hürdenläuferin, die sich auf die 100-Meter-Distanz spezialisiert hat.

## Sportliche Laufbahn
Vanessa Clerveaux studierte an der University of Alabama in Tuscaloosa und trat 2018 bei den Zentralamerika- und Karibikspielen in Barranquilla erstmals bei einer internationalen Meisterschaft an und gewann dort auf Anhieb in 13,07 s die Silbermedaille über 100 m Hürden hinter der Costa-Ricanerin Andrea Vargas. Anschließend belegte sie bei den NACAC-Meisterschaften in Toronto in 13,21 s den siebten Platz. Im Jahr darauf nahm sie an den Panamerikanischen Spielen in Lima teil und gelangte dort mit 13,17 s auf den sechsten Platz und schied anschließend bei den Weltmeisterschaften in Doha mit 13,15 s in der ersten Runde aus. 2022 erreichte sie bei den Hallenweltmeisterschaften in Belgrad das Halbfinale über 60 m Hürden und schied dort mit 8,15 s aus und 2024 schied sie bei den Hallenweltmeisterschaften in Glasgow mit 8,29 s im Vorlauf aus.

## Persönliche Bestleistungen
- 100 m Hürden: 12,98 s (−0,3 m/s), 25. Juni 2019 in Montgeron
  - 60 m Hürden: 8,05 s, 25. Februar 2017 in Nashville